# 白腹紫椋鳥
白腹紫椋鳥（学名：Cinnyricinclus leucogaster）是椋鸟科中相对较小的物种（身長17厘米）。白腹紫椋鳥分佈於撒哈拉以南非洲大陆的林地和草原森林边缘。它在地面上很少见，人們通常是在树上和其他远离地面的地方能看到這一物種。1775年，法国博学者布豐在他的著作中提到了這一物種。